# Palazzo Venerosi Pesciolini (Pisa)
Palazzo Venerosi Pesciolini è un edificio storico di Pisa, situato in corso Italia.

## Storia
Il palazzo risale agli anni tra il XVI e il XVII secolo, quando vi si stabilì la facoltosa famiglia di mercanti dei Venerosi, e ottenne l'aspetto di signorile palazzo all'inizio del XVIII secolo.
Tra il 1825 e il 1828 venne restaurato dall'architetto Alessandro Gherardesca, che vi realizzò il grande giardino che si apre sul retro, e che all'epoca appariva come un «poetico giardino paesistico inglese», che conservava statue, capitelli, un laghetto con ponte di marmo e un tabernacolo di Matteo Civitali con immagine di Luca della Robbia, perduti. Nel tempietto marmoreo all'interno del parco si trovava una statua di san Giovanni detta "il Giovannino" e attribuita a un progetto di Michelangelo, che fu in seguito venduta e poi andata dispersa.
Nel 1870 i Venerosi Pesciolini cedettero la proprietà del palazzo al conte Lodovico Rosselmini. Non avendo eredi, i Rosselmini-Gualandi donarono l'immobile alla Casa della Divina Provvidenza del Cottolengo nel 1922.